# Torsk på Da Vinci
Torsk på Da Vinci (The Va Dinci Cod) är en bok från 2005 skriven av engelsmannen Adam Roberts. Den är en parodi på den kända boken Da Vinci-koden. Den är översatt till svenska av Samuel Paulsson och utgiven på förlaget Lind & Co.